# Jérôme Aléandre l'Ancien
Pour les articles homonymes, voir Jérôme Aléandre.
Jérôme Aléandre ou Girolamo Aleandro, en latin Hieronymus Aleander, né à Motta di Livenza, près de Venise le 13 février 1480, et mort à Rome le 1er février 1542, est un homme d'église et diplomate italien. Adversaire acharné de Luther, il est nommé nonce apostolique puis cardinal, le premier nommé in pectore selon les normes établies par le pape Paul III. Il est parfois surnommé « l'Ancien », pour le distinguer de son petit-neveu homonyme, Jérôme Aléandre le Jeune (1574-1629).

## Le nonce papal

### Carrière
Il fit ses études à Venise, où il fit la connaissance d’Érasme et d'Alde Manuce, et très jeune s’acquit la réputation d’un grand érudit. En 1508 il alla à Paris à l’invitation de Louis XII comme professeur de belles lettres, et pour un temps tint le poste de recteur de l’université. Entré au service d’Érard de La Marck, prince-évêque de Liège de décembre 1514 à mars 1516, il fut envoyé en mission par ce prélat à Rome pour défendre les intérêts liégeois. Il y entre au service du cardinal Jules de Médicis en 1517 puis se voit confier en 1519 la charge de bibliothécaire du Vatican par le pape Léon X . 
En 1520, Aléandre voyagea en Saint-Empire en tant que nonce du pape pour assister au sacre de Charles Quint. L'année suivante, porteur de la bulle pontificale Exsurge Domine, il assista également à la diète de Worms, où il prit la tête de l’opposition à Luther, requérant les mesures les plus sévères pour réprimer les doctrines du moine réformateur. Si sa diatribe fit mouche dans la dénonciation des affirmations de Luther, elle déplut généralement aux chrétiens modérés, en particulier à Érasme. L’édit contre la Réforme, finalement ratifié par l’empereur et la diète, fut rédigé et présenté par Aléandre.
À la clôture de la Diète impériale, le nonce du pape prit le chemin des Pays Bas, où il poussa les feux de la persécution : à son instigation, deux moines d’Anvers, les premiers martyrs de la Réforme, furent brûlés vifs à Bruxelles. En 1523 le pape Clément VII, l’ayant nommé archevêque de Brindisi et d’Oria, l’envoya en tant que nonce à la cour de François Ier. Il fut capturé en compagnie de ce monarque à l’issue de la bataille de Pavie (1525), et ne fut libéré qu’en payant une forte rançon. Par la suite, il effectua différentes missions pour le pape, particulièrement en Allemagne, mais ne parvint ni à s’opposer à une paix entre les princes allemands et les protestants, ni à circonscrire davantage les progrès de la foi réformée. Il fut créé cardinal in pectore le 22 décembre 1536 par le pape Paul III (en même temps que Niccolò Caetani) et fut présenté (c'est-à-dire proclamé cardinal en public) le 13 mars 1538.
Il renonça à l’évêché de Brindisi en faveur de son petit-fils, François Aléandre, et se retira à Rome. Nommé membre de la commission pour la réforme de la Curie romaine, en préparation du Concile de Trente, il n’eut guère le temps de s’y impliquer et mourut peu après. On l’enterra d’abord en la basilique Saint-Chrysogone, mais par la suite il fut ré-inhumé dans sa ville natale de Motta di Livenza.
Il légua sa bibliothèque aux chanoines de l’Église Santa Maria dell'Orto.

## Publications
Aléandre compila un Lexicon Græco-Latinum (Paris, 1512), et ses poésies latines, estimées en leur temps, furent publiées dans le recueil de Joannes Matthaeus Toscanus intitulé Carmina Illustrium Poetarum Italicorum. La bibliothèque du Vatican possède un volume de lettres manuscrites et d'autres documents écrits de sa main ayant trait à ses diverses missions contre Luther. Pallavicino en fit usage pour son Istoria del Concilio Tridentino (i. 23‑28), un récit très partial de la Diète de Worms.

### Culture populaire
- Jérôme Aléandre est le héros d’une autobiographie fictive : Yvon Toussaint, Le manuscrit de la Giudecca : roman, Paris, Fayard, 2001, 434 p. (ISBN 2-213-60719-2).
- Il apparaît également dans un film de Eric Till intitulé Luther (2003).

## Source
- (en) « Jérôme Aléandre l'Ancien », dans Encyclopædia Britannica [détail de l’édition], 1911 (lire sur Wikisource).